# Fortyfikacja

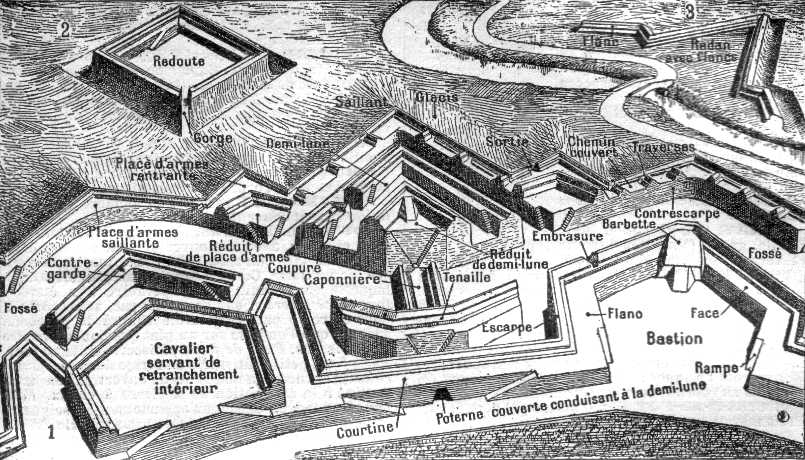
Fortyfikacje na ilustracji z początku XX w

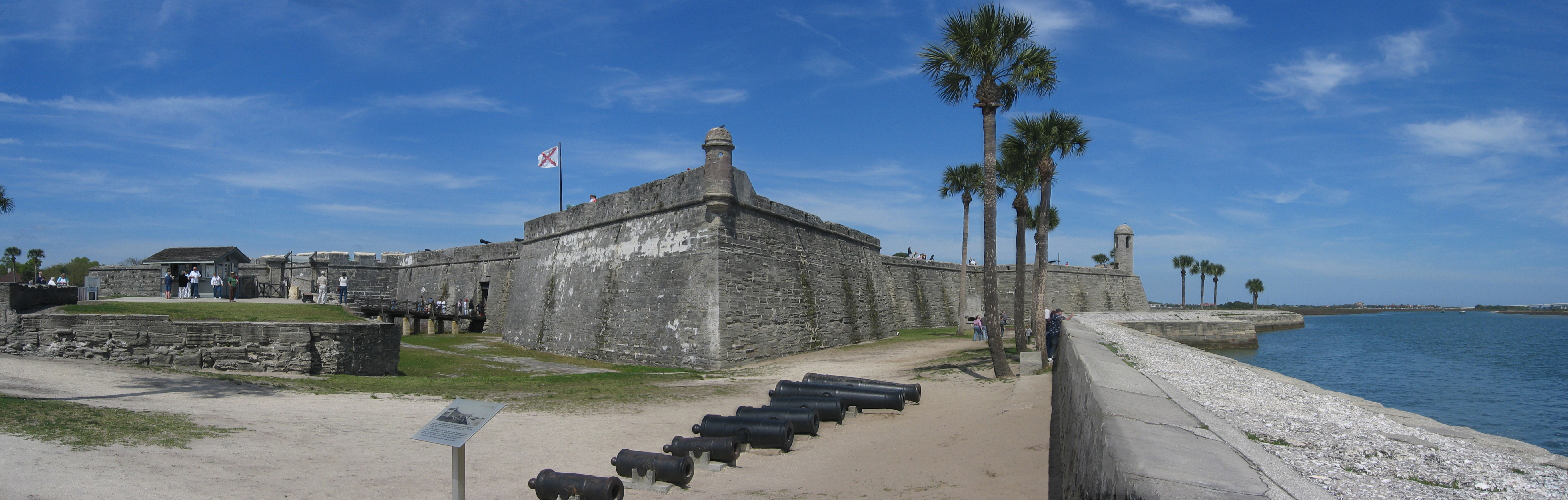
Bastion (Zamek św. Marka w St. Augustine na Florydzie)

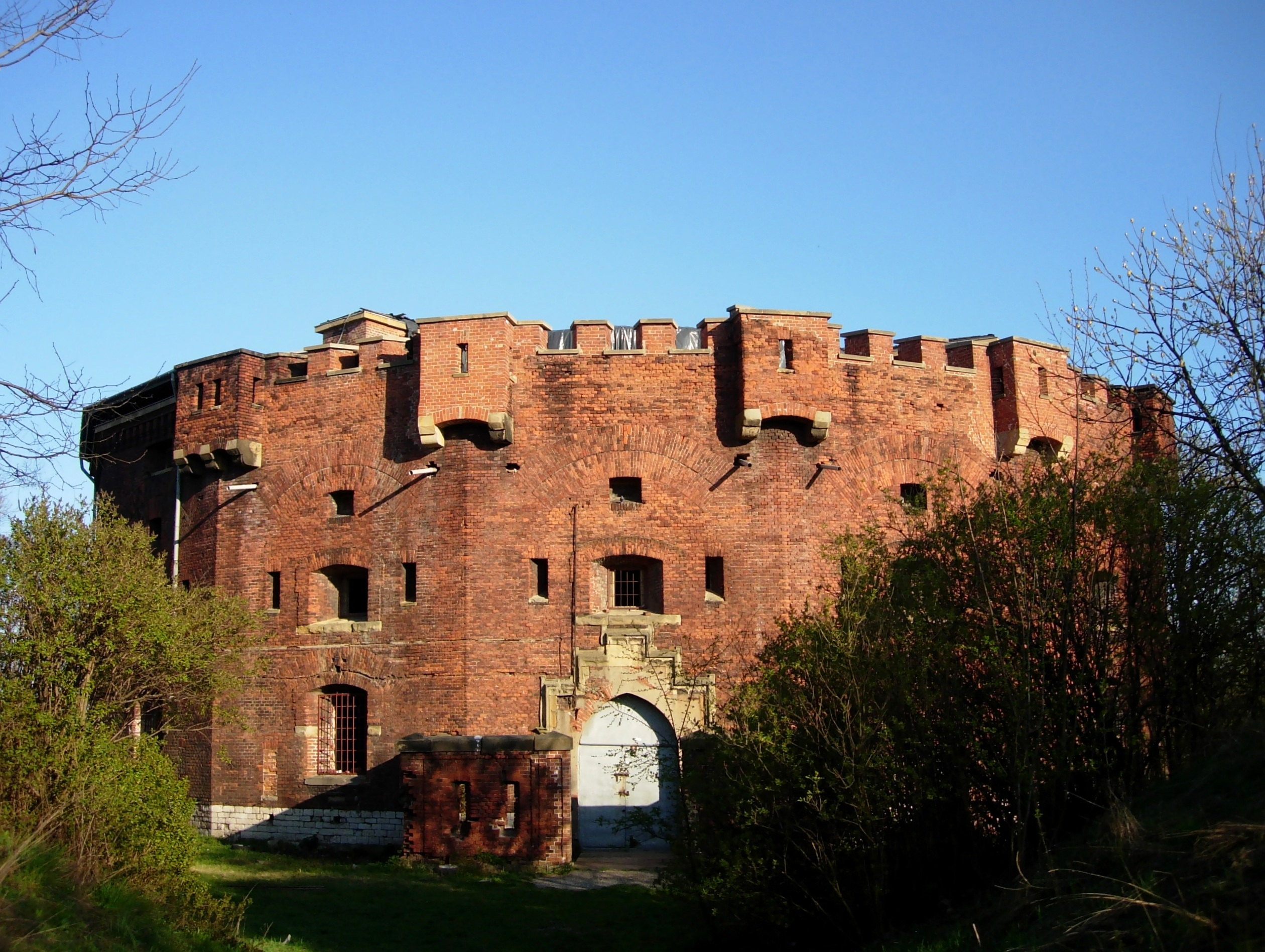
Fort (Fort 31 w Krakowie)

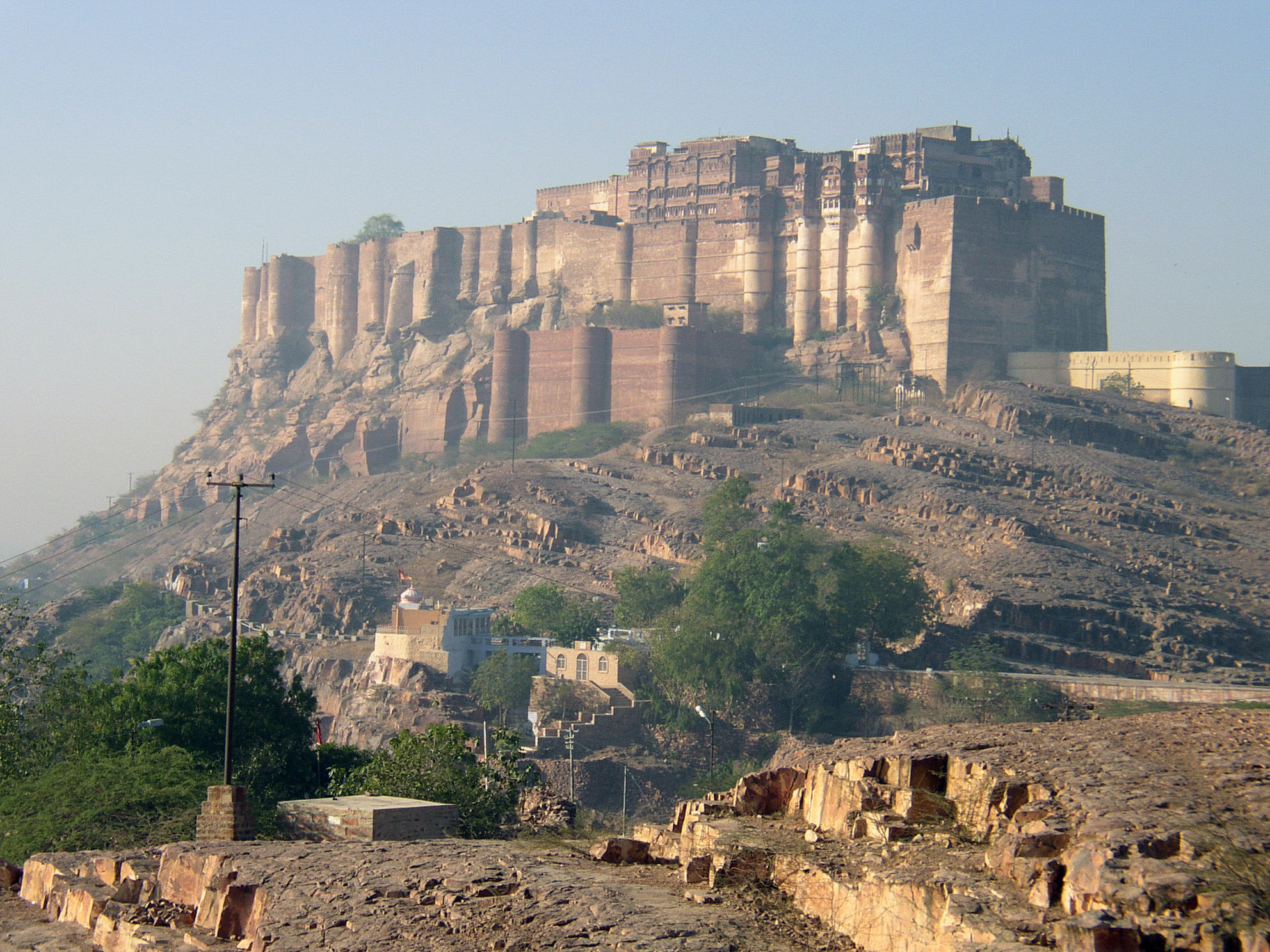
Twierdza (Twierdza Mehrangarh w Dźodhpur)

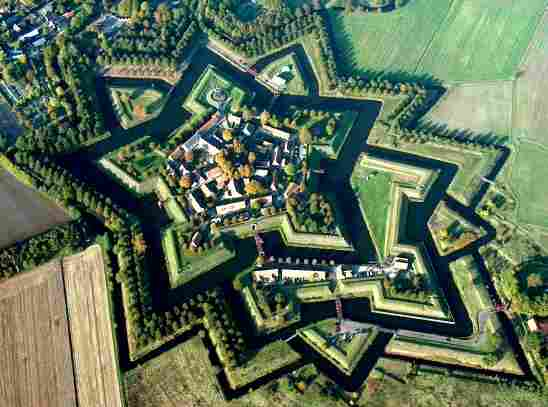
Twierdza gwiazda (Bourtange w Holandii)

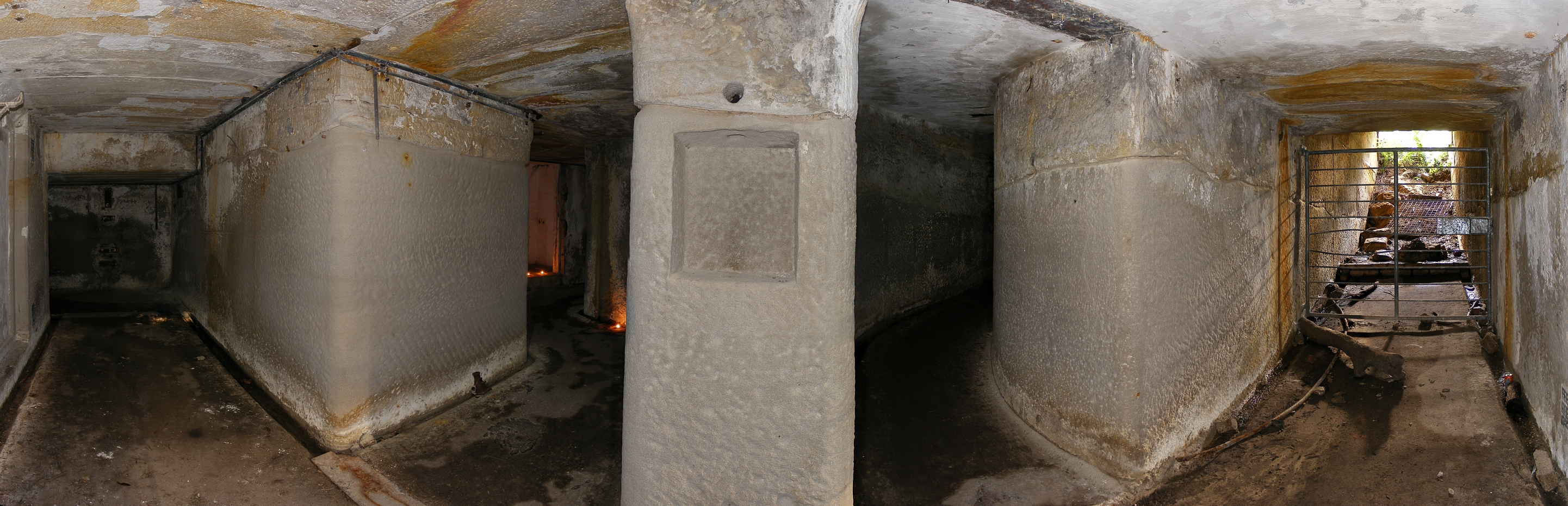
Podziemna część fortyfikacji – tunele

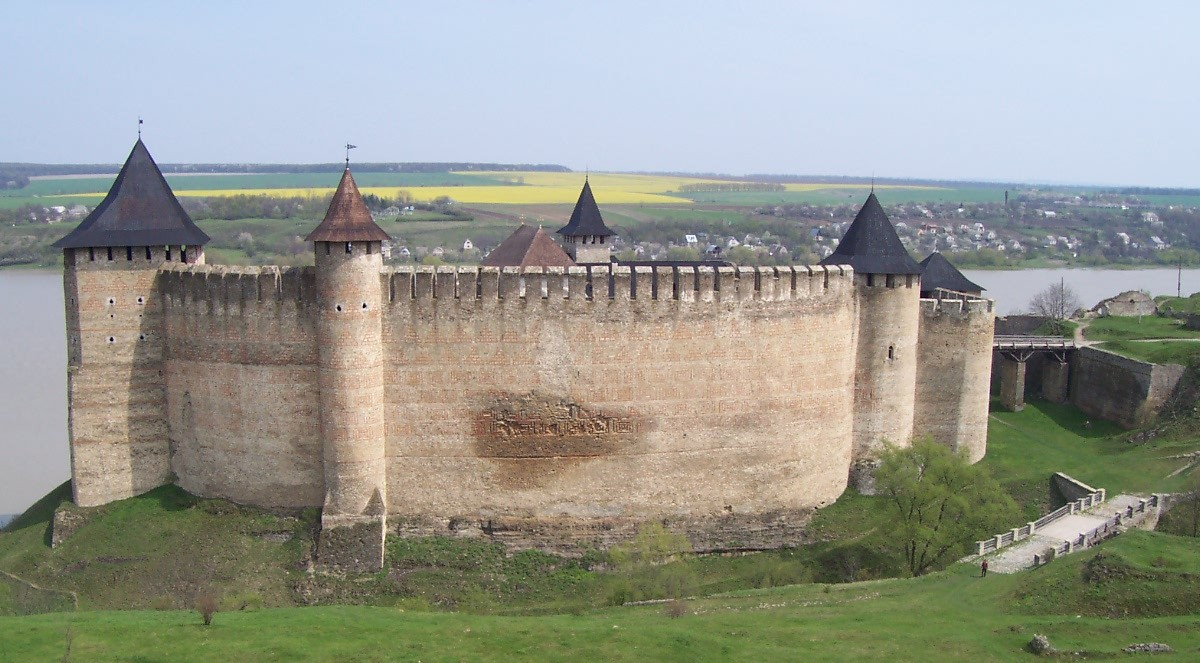
Mury obronne (Mury obronne twierdzy w Chocimiu)

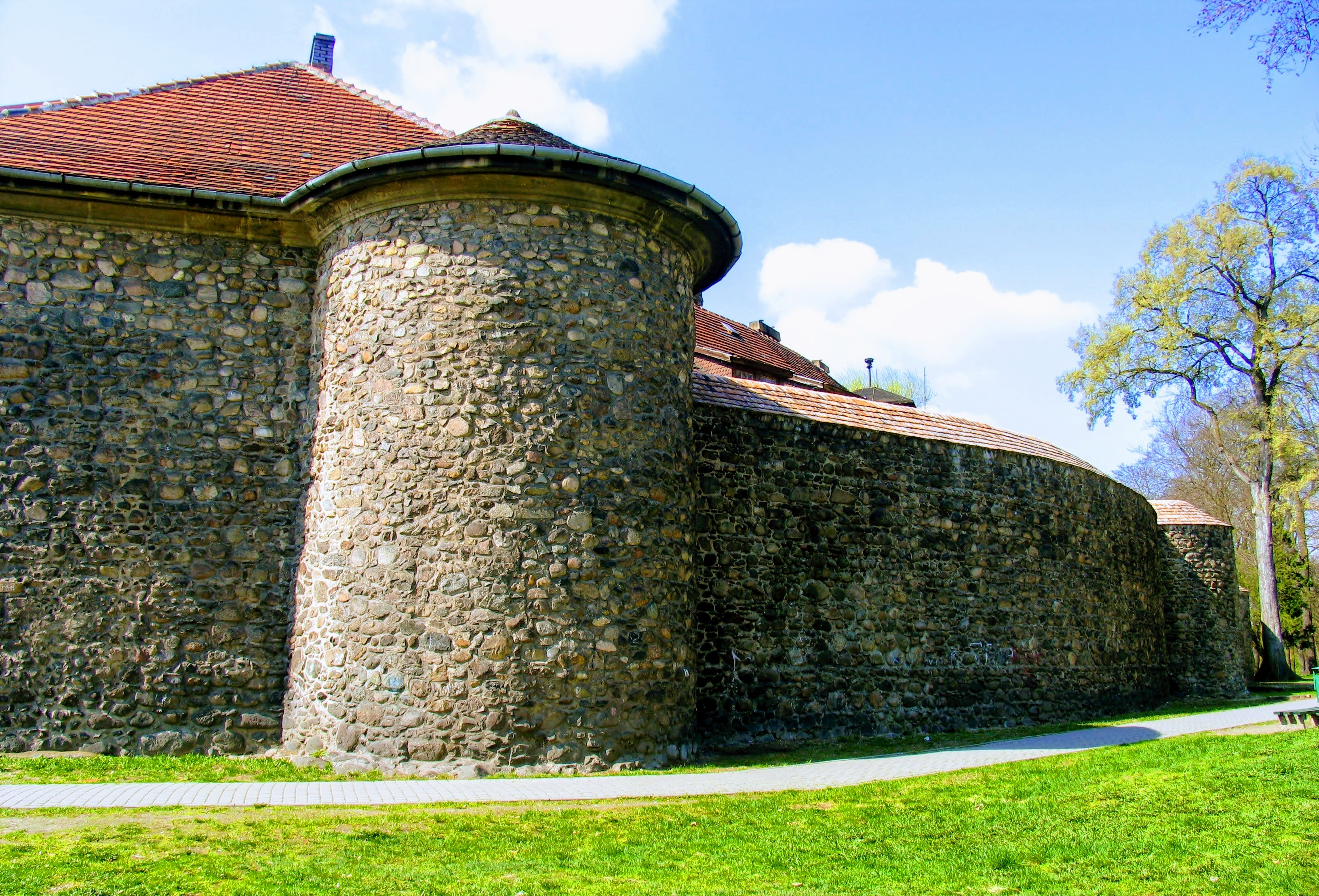
Wzniesione z kamienia polnego i rudy darniowej żelaza średniowieczne mury obronne i basteje w Szprotawie

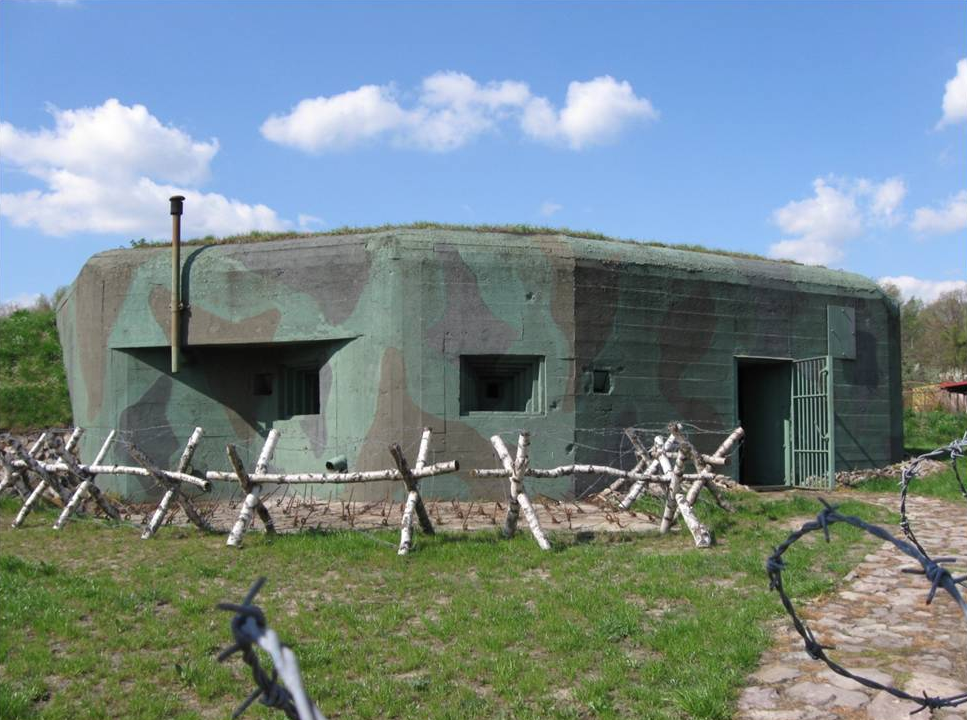
Schron (Ruda Śląska, Obszar Warowny Śląsk)

Okop (Zdjęcie z 1916)

Fortyfikacja (z łac. fortificatio – umocnienie, a to od czasownika fortifico „wzmacniam, umacniam”) – zespół obiektów wojskowych w postaci odpowiednich budowli i urządzeń, przeznaczonych do prowadzenia działań obronnych.
Ponadto jest to dziedzina inżynierii wojskowej, która zajmuje się przygotowywaniem terenu do walki przez opracowanie, zaprojektowanie i zorganizowanie prac mających na celu wykonanie obiektów i zespołów fortyfikacyjnych służących do osłony wojsk i obszaru terytorium podczas działań bojowych.
Jest to także nauka wojskowo-techniczna (dziedzina inżynierii wojskowej), opracowująca podstawy teoretyczne i sposoby praktyczne ochrony i obrony wojsk, ludności, obiektów tyłowych wojsk i gospodarki od działania środków napadu środkami rażenia, metodą budowy lub wykorzystania umocnień.

## Podział fortyfikacji
Obiekty fortyfikacyjne dzieli się na:
- fortyfikację polową – umocnienia terenu w procesie bezpośredniego przygotowania i prowadzenia walki (operacji), których przykładem są obozy warowne czy szańce
- fortyfikację półstałą – wznoszona jako miejsce przygotowane zawczasu do obrony na wypadek zagrożenia i wtedy dopiero wymagające dalszej rozbudowy
- fortyfikację stałą – obiekty zbudowane na stałe, a nie na potrzeby bieżących działań wojennych
- budownictwo podziemne.

## Typy fortyfikacji
Wyróżnia się następujące typy fortyfikacji:
- obóz warowny
- gród obronny
- zamek
- twierdza
- cytadela
- reduta
- fort
- rejon umocniony
- szaniec
- mur obronny
- mur kazamatowy.

## Elementy fortyfikacji
Elementami obiektów fortyfikacyjnych są:
- agger
- barykada
- basteja
- bastion
- baszta
- barbakan
- bateria
- beluarda
- chodnik minowy
- chodnik obronny
- chodnik przeciwminowy
- czoło
- działobitnia
- dzieło koronowe
- dzieło rogowe
- esplanada
- fosa
- kaponiera
- kawalier
- kawaliera
- kleszcze
- kojec
- kurtyna
- luneta
- mur Carnota
- mur obronny
- okop
- pole minowe
- poprzecznica
- poterna
- przeciwstraż
- przedmoście
- przedmurze
- przedpole
- przelotnia
- rawelin
- redita
- schron (potocznie bunkier)
- szyja
- śródszaniec
- szaniec
- tradytor
- trawers
- wał
- wieża
- wilcze doły
- zasieki.

## Znani twórcy fortyfikacji
Do znanych twórców specjalizujących się w budowaniu obiektów fortyfikacyjnych należą:
- Krzysztof Arciszewski (1592–1656)
- Krzysztof Mieroszewski (1600-1679)
- Hans Alexis von Biehler (1818-1886)
- Nestor Bujnicki (1863–1914)
- Menno van Coehoorn (1641–1704)
- Adam Freytag (1608–1650)
- Tadeusz Kościuszko (1746–1817)
- Dmitrij Karbyszew (1880–1945)
- Marc René de Montalembert (1714–1800)
- Gustav von Rauch (1774–1841)
- Simon Stevin (1548–1620)
- Arkadiusz Tielakowski (1806–1891)
- Eduard Iwanowicz Totleben (1818–1884)
- Konstanty Wieliczko (1856–1927)
- Sebastian Vauban (1633–1707)
- Gerhard Cornelius van Wallrawe (1692–1773).